# Gertrudis (nombre)
Gertrudis es un nombre propio femenino de origen germano en su variante en español. Proviene de Gertrud, compuesto de ger (lanza) y trut (fiel, valioso), por lo que significa «lanza fiel» o «lanza valiosa».

## Santoral
17 de marzo: Santa Gertrudis, virgen, abadesa de Nivelles.
16 de noviembre : Santa Gertrudis la Grande

## Variantes
| Variantes en otras lenguas | Variantes en otras lenguas                |
| -------------------------- | ----------------------------------------- |
| Español                    | Gertrudis                                 |
| Alemán                     | Gertrud                                   |
| Catalán                    | Gertrudis                                 |
| Checo                      | Gertruda                                  |
| Danés                      | Gertrud                                   |
| Eslovaco                   | Gertrúda                                  |
| Euskera                    | Gerturde, Gertirudi                       |
| Finlandés                  | Kerttu                                    |
| Francés                    | Gertrude                                  |
| Gallego                    | Xertrudis                                 |
| Holandés                   | Gertrudis, Geertruid, Gertruida, Gertrude |
| Húngaro                    | Gertrúd                                   |
| Inglés                     | Gertrude                                  |
| Islandés                   | Geirþrúður                                |
| Italiano                   | Gertrude                                  |
| Latín                      | Gertrudis                                 |
| Lituano                    | Gertrūda                                  |
| Noruego                    | Gjertrud                                  |
| Polaco                     | Gertruda                                  |
| Portugués                  | Gertrudes                                 |
| Ruso                       | Гертруда (Gertruda)                       |
| Sueco                      | Gertrud                                   |